# Мэльхэнанвенанхытбельхын
Мэльхэнанвенанхытбельхын — река на Дальнем Востоке России, протекает по территории Анадырского района Чукотского автономного округа. Длина реки — 48 км. Левый приток реки Вилюнэйкууль (бассейн Великой).
Название в переводе с чук. Мэлкэнанвэнанкытвелгын — «посещаемое устье с юкольными вешалами и железными скребками». Происхождение гидронима связано с тем, что в низовьях реки находилась дальняя рыбалка летнего стойбища, где чукчи обрабатывали рыбу для юколы, а также выделывали шкуры, снимая с них мездру.
Начинается близ горы Лебединая Корякского нагорья. Впадает в Вилюнэйкууль на его 5-м километре от устья.
Основные притоки: Клык, Волчий. В среднем течении Мэльхэнанвенанхытбельхын протекает через озеро Мэльхэнангытгын.